# Штерн, Уолтер
Уолтер Эдриан Штерн (родился 16 ноября 1965 года в Марилибоне, Лондон) — английский режиссёр и клипмейкер.

## Биография
Уолтер Штерн родился в 1965 году. Его отец был австрийцем еврейского происхождения, а мать — британкой. Свой творческий путь он начал в маленькой лондонской студии «Control». В 1993 году перешёл на работу в компанию «Stigma Films», в этом же году снял первый клип для The Prodigy. Сотрудничество с группой продолжалось вплоть до конца 1990-х гг. Клип «Firestarter» победил в номинации «Лучшее видео» по версии NME People’s Choise Award в 1996 г., а «Breathe» получил награду MTV Europe Music Awards в 1997 году.
Также в 1997 году Штерн устроился на работу в компанию «Academy Films» и снял клип «Bittetsweet symphony» для группы The Verve. Тогда же началось ещё одно успешное сотрудничество, на этот раз с группой Massive Attack. Уолтер снял клипы на песни «Risingson» (1997), «Teardrop» и «Angel» (1998). «Teardrop» получил награду за Лучшее видео на церемонии MTV Europe Music Awards 1998 и был номинирован на Brit Awards и D&AD awards.
Штерн работал с такими группами и исполнителями, как Мадонна, Дэвид Боуи, Nine Inch Nails, Stereo MC’s и др. В 2003 году он получил награду от Creative & Design Awards за лучший клип года и лучший клип танцевальной группы Audio Bullys — «We don’t care».
В 2006 году он снял клип для Bloc Party «The Prayer», а в 2009 году Уолтер снова посотрудничал с The Prodigy для съёмок «Take Me to the Hospital».
В 2007 году Штерн получил награду от Cads Music Vision Awards за выдающиеся достижения.

## Съёмки рекламы
Штерн вошёл в сферу рекламы в 1997 году, сняв ролик для Фольксваген Гольф. Его карьера в качестве режиссёра рекламы стала столь же успешна, как и клипмейкера. В 2000 году он получил Золотого льва за ролик «Heaven» для Volkswagen в Каннах. Также он снимал рекламу для таких компаний, как Кока-Кола, Caffreys, Би-би-си, Orange, Адидас и др.
Ролик Штерна «Lucky», снятый для Департамента транспорта Великобритании, принёс ему награду (стрелу) от Вritish Тelevision Аdvertising Аwards Craft за лучший постпродакшн.
Также он снимал рекламу «Bubbles» для компании «Vodafone», ролик «Транспорт для Лондона» транспорт для Лондона для «M&C Saatch», а также «Джонни Уокер» для рекламного агентства «Bartle Bogle Hegarty» ВВН.

## Клипы, снятые Уолтером Штерном
- «Stay Beautiful» (1991) — Manic Street Preachers
- «Hymn» (1994) — Moby
- «No Good (Start the Dance)» (1994) — The Prodigy
- «Voodoo People» (1994) — The Prodigy
- «Poison» (1995) — The Prodigy
- «Evidence» (1995) — Faith No More
- «Life Is Sweet» (1995) — The Chemical Brothers
- «Firestarter» (1996) — The Prodigy
- «Take It Easy Chicken» (1996) — Mansun
- «Breathe» (1996) — The Prodigy
- «Elegantly Wasted» (1997) — INXS
- «Bitter Sweet Symphony» (1997) — The Verve
- «Risingson» (1997) — Massive Attack
- «Look Who’s Perfect Now» (1997) — Transister
- «Teardrop» (1998) — Massive Attack
- «Angel» (1998) — Massive Attack
- «Drowned World/Substitute for Love» (1998) — Madonna
- «Thursday’s Child» (1999) — David Bowie
- «Survive» (2000) — David Bowie
- «Into the Void» (2000) — Nine Inch Nails (совместно с Джеффом Ричтером)
- «We Don’t Care» (2003) — Audio Bullys
- «She Kissed Me (I Felt Like a Hit)» (2003) -Spiritualized
- «The Prayer» (2006) — Bloc Party
- «Take Me to the Hospital» (2009) — The Prodigy